# Cornelius Warmerdam
Cornelius Warmerdam (Long Beach, 22 giugno 1915 – Fresno, 13 novembre 2001) è stato un astista, allenatore di atletica leggera e allenatore di pallacanestro statunitense, considerato il più grande astista della storia.
È stato detentore del record mondiale del salto con l'asta per circa diciassette anni e nel 2014 è entrato a far parte della IAAF Hall of Fame.

## Biografia

### Carriera
Nato a Long Beach, California, Cornelius era figlio di Adrianus e Gertrude, due immigrati olandesi, motivo per il quale fu soprannominato Dutch.
Il suo primo avvicinamento al salto con l'asta avvenne nel sua giardino, dove con un ramo di pesco saltava sopra una fossa riempita di rifiuti, finché non fu notato dall'allenatore della locale squadra di atletica. Gareggiò per la Hanford High School fino al diploma, che conseguì nel 1932. Successivamente passò nelle file della squadra della Fresno State University.
Durante tutta la sua carriera utilizzò un'asta di bamboo: fu il primo atleta a superare l'altezza di 15 piedi (4,57 m), il 13 aprile 1940. Tuttavia, questa prestazione non fu ratificata come record mondiale, ma il 29 giugno 1940 Cornelius riuscì a saltare l'asticella posta a 4,60 m, e la misura fu ufficialmente riconosciuta come nuovo record mondiale. Nell'arco della sua carriera riuscì a superare la soglia dei 15 piedi per ben 43 volte, mentre nessun altro atleta dell'epoca riusciva a salire così in alto.
Il 23 maggio 1942 ottenne la sua migliore prestazione di sempre, saltando 4,77 m in una gara a Modesto, California. Questo record rimase imbattuto per quasi quindici anni, fino al 27 aprile 1957, quando Bob Gutowski saltò l'asticella posta a 4,78 m d'altezza.
Nonostante le sue straordinarie doti atletiche, Cornelius non riuscì a competere ai Giochi olimpici in quanto le edizioni del 1940 e del 1944 furono cancellate a causa dello scoppio della seconda guerra mondiale, mentre non poteva essere ammesso all'edizione di Londra 1948 in quanto atleta professionista. Continuò comunque a gareggiare anche in età avanzata come atleta master: è ancora nella top ten mondiale dei decatleti della categoria M60.
Dopo la sua attività professionistica, divenne allenatore di atletica leggera presso la Fresno State University fino al suo ritiro nel 1980. La sua squadra ottenne importanti risultati a livello nazionale e la pista di atletica leggera dell'università fu denominata Warmerdam Field in suo onore.
Nel 1942 fu insignito del Premio James E. Sullivan. Oggi Cornelius è membro di numerose hall of fame, tra cui la National Track & Field Hall of Fame (dal 1974) e la IAAF Hall of Fame (dal 2014).

### Vita privata
Cornelius Warmerdam sposò Juanita Anderson il 29 agosto 1940 e il loro matrimonio durò 61 anni, fino alla morte di Cornelius per Alzheimer nel 2001. Dalla loro unione nacquero cinque figli, che diedero loro venti nipoti.

## Record nazionali
- Salto con l'asta: 4,77 m  ( Modesto, 23 maggio 1942)
- Salto con l'asta indoor: 4,79 m  ( Chicago, 20 marzo 1943)

## Progressione

### Salto con l'asta
| Stagione | Misura | Luogo   | Data      | Rank. Mond. |
| -------- | ------ | ------- | --------- | ----------- |
| 1942     | 4,77 m | Modesto | 23-5-1942 |             |
| 1941     | 4,72 m | Compton | 6-6-1941  |             |
| 1940     | 4,60 m | Fresno  | 29-6-1940 |             |

### Salto con l'asta indoor
| Stagione | Misura  | Luogo   | Data      | Rank. Mond. |
| -------- | ------- | ------- | --------- | ----------- |
| 1943     | 4,79 m  | Chicago | 20-3-1943 |             |
| 1942     | 4,755 m | Boston  | 14-2-1942 |             |
| 1941     | n/d     | n/d     | n/d       | n/d         |
| 1940     | n/d     | n/d     | n/d       | n/d         |
| 1939     | 4,42 m  | Boston  | 11-2-1939 |             |